# William Lloyd
William Lloyd, detto Bill (Sydney, 7 maggio 1949), è un ex tennista australiano.

## Carriera
Nei tornei del Grande Slam ha ottenuto il suo miglior risultato raggiungendo le semifinali di doppio misto all'Open di Francia nel 1978, in coppia con la statunitense Patricia Bostrom.